# Joachim Meisner
Joachim Meisner (Wrocław, 25 de dezembro de 1933 — Bad Füssing, 5 de julho de 2017) foi um cardeal alemão e Arcebispo emérito de Colônia.

## Biografia
Joachim Meisner nasceu na cidade de Wrocław, na época pertencia ao território alemão, hoje pertence a Polônia.
Ingressou no Seminário de Erfurt, e lá formou-se em Teologia. Foi ordenado sacerdote no dia 22 de dezembro de 1962. Em 1969 recebeu seu doutorado pela Pontifícia Universidade Gregoriana. Foi nomeado vigário paroquial da Paróquia de Santo Egídio, em Heiligenstadt e posteriormente na Paróquia de Santa Cruz, na cidade de Erfurt.
No dia 17 de março de 1975 foi eleito bispo de Erfurt-Meiningen, pelo Papa Paulo VI, com a sede titular de Vina, sendo ordenado no dia 17 de maio de 1975. Já no dia 22 de abril de 1980, o Papa João Paulo II o designou para a Diocese de Berlim.
No dia 2 de fevereiro de 1983 foi criado cardeal, com o Título da Igreja de Santa Pudenciana. De 1982 a 1989 foi presidente da Conferência Episcopal Alemã. No dia 20 de dezembro de 1988 foi nomeado Arcebispo da Arquidiocese de Colônia. Em 1999 participou da Assembleia Especial para a Europa do Sínodo dos Bispos, como presidente-delegado.
Foi membro dos seguintes dicastérios da Cúria Romana: Congregação para os Bispos, Congregação para o Clero, Congregação para o Culto Divino e Disciplina dos Sacramentos; do Pontifício Conselho para os Textos Legislativos, da Prefeitura para os Assuntos Econômicos da Santa Sé e do Conselho de Cardeais para o estudo de problemas organizativos e econômicos da Santa Sé.
No dia 18 de setembro de 2012 foi nomeado pelo Papa Bento XVI como Padre Sinodal da 13ª Assembleia Geral Ordinária do Sínodo dos Bispos a se realizar no Vaticano de 7 a 28 de outubro de 2012.
No dia 28 de Fevereiro de 2014 teve sua renúncia ao governo da Arquidiocese de Colônia aceita pelo Papa Francisco.
Em 2020, o cardeal Rainer Maria Woelki, arcebispo de Colónia, acusou os seus antecessores cardeais Joachim Meisner e Joseph Höffner de encobrir abusos sexuais.  “Erros graves foram cometidos repetidamente por décadas”, disse Woelki, e os responsáveis foram “completamente irresponsáveis” e, portanto, devem ser “descobertos e nomeados”. 